# JugendSchach
JugendSchach ist eine zehnmal jährlich erscheinende deutsche Schachzeitschrift.

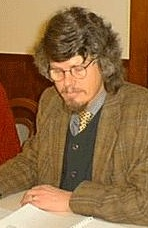
Jörg Schulz (2001)

JugendSchach wurde 1988 als das Mitteilungsblatt der Deutschen Schachjugend von Jörg Schulz initiiert, dem damaligen ersten Vorsitzenden der Deutschen Schachjugend.
Das erste Heft 0/88 erschien im Schach-Echo-Verlag, 6239 Eppstein 3. Es enthält am Anfang den Artikel Junioren-WM mit Überraschungen von Matthias Wahls, der über den 15-jährigen Jugendweltmeister Joël Lautier berichtet.
Ab Januar 1989 wurde JugendSchach regelmäßig bei 10 Ausgaben pro Jahr an Jugendgruppen versendet. Die Zeitschrift erschien zunächst als Schwarzweißdruck, danach ab Ausgabe 1/97 in Farbe.
Die Ausgabe 09/2004 mit 40 Seiten wurde von EURO SCHACH Dresden herausgegeben. Integriert in die Zeitschrift ist das DSJ-FORUM, Informationsblatt der Deutschen Schachjugend, gefördert aus Bundesmitteln des Ministeriums für Familie, Senioren, Frauen und Jugend.
Schwerpunkt sind Berichte über aktuelle Turniere der Schachjugend, die mit Schwarzweißfotos illustriert wurden. Außerdem gibt es regelmäßige Rubriken zum Training, wie Kombinationen, Endspiele und Schachtechnik.